# Crișana
A Crișana (em húngaro: Körösvidék; em alemão: Kreischgebiet) é uma região histórica atualmente divida entre a Romênia e a Hungria. A área era tradicionalmente parte da Hungria, correspondendo grosso modo à região do Partium, mas desde o fim da Primeira Guerra Mundial grande parte dela faz parte da região romena da  Transilvânia.
Na Roménia, o termo é por vezes alargado para incluir áreas além da fronteira, na Hungria; nesta interpretação, a região é limitada a leste pelas montanhas Apuseni, a sul pelo rio Mureș, a norte pelo rio Someș e a oeste pelo rio Tisza, cortando-a a fronteira romeno-húngara em dois . No entanto, na Hungria, a área entre o rio Tisza e a fronteira romena é normalmente conhecida como Tiszántúl.

## Geografia da Crișana romena
Faz fronteira com a região de Maramureș ao norte, com a Transilvânia histórica ao leste, com o Banato ao sul e com a região do Grande Alföld (Hungria) ao oeste. Administrativamente, a Crișana romena corresponde aos atuais distritos de Arad e Bihor além de pequenas partes dos distritos de Sălaj, Satu Mare e Hunedoara.
Toda a área é habitada por uma significativa minoria magiar.
Seu nome deve-se ao rio Criș (em húngaro: Körös).